# 徐荘駅
徐荘駅（じょそうえき）は、中華人民共和国江蘇省南京市玄武区蘇寧大道と東来路の交差点にある、南京地下鉄4号線の駅である。

## 歴史
- 2017年1月18日4号線の駅として開業。

## 駅構造
地下2層構造の駅である。

### のりば
| 番線 | 路線            | 方面                        | 行先          |
| ---- | --------------- | --------------------------- | ------------- |
|      | 南京地下鉄4号線 | 雲南路・草場門・珍珠泉 方面 | 余家営 行き   |
|      | 南京地下鉄4号線 | 仙林湖・白象 方面           | 華僑城東 行き |

## 隣の駅
南京地下鉄
■4号線
聚宝山駅- 徐荘駅- 金馬路駅